# Svear

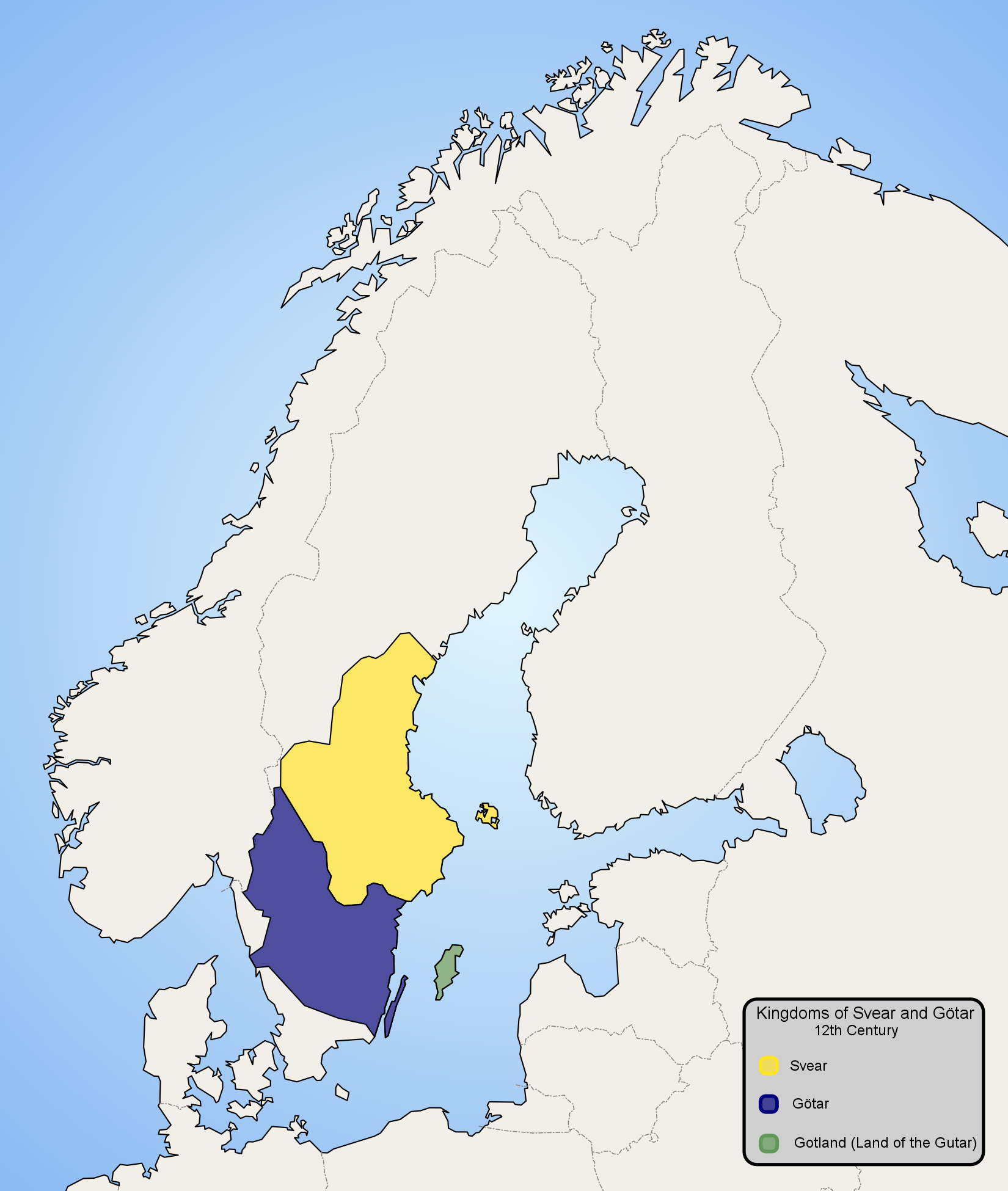
Gebiete der Svear (gelb) und Gauten (blau) im 12. Jahrhundert

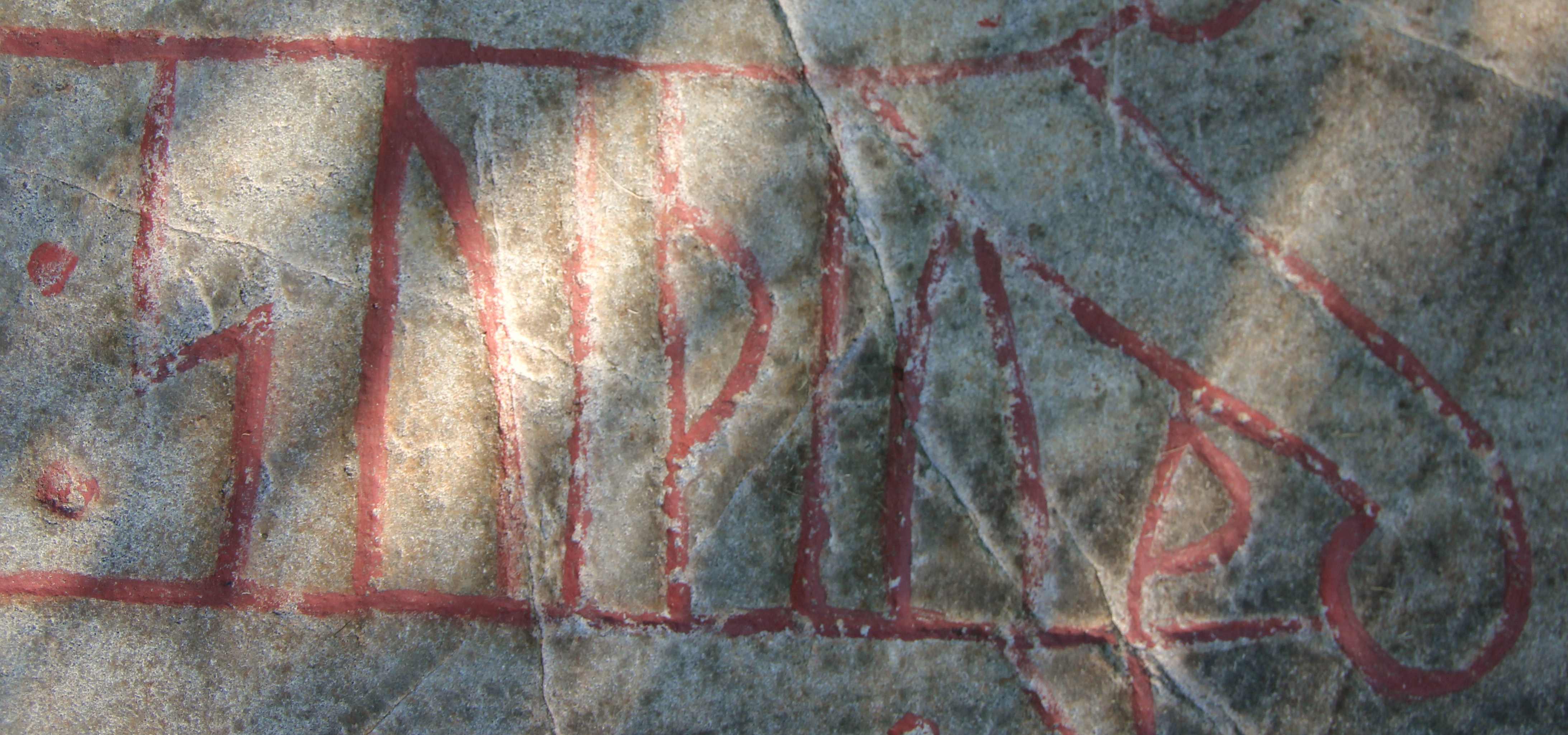
Svitjod auf dem Runenstein Sö Fv1948;289

Die Svear waren ein nordgermanischer Stamm in Schweden. Sie bewohnten Schweden in der Region des Mälartales, welches sich auf die historischen Provinzen Uppland, Västmanland und Södermanland im zentralen Landesteil Svealand verteilt, und Gästrikland im nördlichen Landesteil Norrland. Ihre Geschichte reicht von der späten Eisenzeit über die Vendel- bis hinein in die Wikingerzeit. Im Mittelalter wurden sie für das Königreich Schweden namengebend. Im „Kristofers landslag“ unter Christoph III. findet man im Jahr 1442 erstmals den Begriff „Swerikes Rike“ (das Reich der Svear).

## Svitjod
Da der Name der Svear von verschiedenen Autoren unterschiedlich verwendet wurde, bestehen bezüglich der räumlichen und zeitlichen Zuordnung einige Unsicherheiten.
Aus Tacitus’ Germania aus den Jahren nach 98 n. Chr. erfahren wir, dass die Suionen auf einer Insel (Skandinavien) im Ozean siedelten. Ob diese Suionen allerdings mit den Svear verwandt oder gar identisch waren, ist umstritten. Weiter erwähnt Tacitus, dass diese Suionen ein seefahrendes Volk waren. Jordanes erwähnte um 550 in den Getica, dass die Suehans (was die gotische Form von Suiones sein kann) auf Scandza wie die Thüringer außerordentlich gute Pferde besaßen.
In Aufzeichnungen des isländischen Skalden Snorri Sturluson ist die Bezeichnung Svíþjóð überliefert. Es wird vermutet, dass sie sich auf das Gebiet der Svear im Raum Uppsala bzw. am Mälaren bezieht. In späteren historischen Schriften finden sich stark abweichende Schreibweisen. Im Epos Beowulf wird ein Volk in Skandinavien als Swēoðēod und Swéona bezeichnet. Auf schwedischen Runensteinen ist mit mehreren lokalen Abwandlungen Sviþjúðu belegt.
In dem angelsächsischen Epos Beowulf wird von wiederkehrenden Kämpfen zwischen den Geatas und den Svear berichtet; auch soll es den Svear im 6./7. Jahrhundert gelungen sein, die Gauten zu unterwerfen und Schweden in einem Reich zu vereinen, das von dem Königsgeschlecht der Ynglinge in Alt-Uppsala geführt wurde. Diese Überlieferungen werden von der Geschichtswissenschaft kritisch gesehen, da die schwedische Reichsbildung sehr viel langwieriger und komplizierter war als in dem Gründungsmythos dargestellt und ein einheitliches Reich nicht vor dem 12. Jahrhundert existierte.
Bereits im Beowulf wird das Reich der Swéona mit Swéorice benannt. Im 1442 verfassten Kristofers landslag  des schwedischen Königs Christoph III. findet man den Begriff Swerikes Rike („das Reich Svear-Reich“). Über Swerghe und Swirghe entstand letztlich der heutige Landesname Sverige.